# Dorothy Davenport
Pour les articles homonymes, voir Davenport.
Dorothy Davenport (parfois créditée Dorothy Reid ou Mrs. Wallace Reid) est une actrice, productrice, réalisatrice et scénariste américaine, née le 13 mars 1895 à Boston (Massachusetts), morte le 12 octobre 1977 à Los Angeles — Quartier de Woodland Hills (Californie).

## Biographie

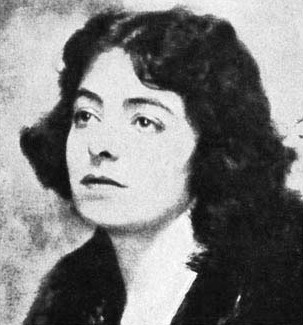
En 1925

Née du mariage éphémère des acteurs Harry Davenport (1866-1949) et Alice Shepard (1864-1936), elle débute au cinéma comme actrice sur onze courts métrages sortis en 1910, dont neuf réalisés par D.W. Griffith. Des cent-trente neuf films américains (courts métrages majoritairement) qu'elle tourne en tout, seuls les deux derniers — sortis en 1933 et 1934 — sont parlants ; les autres, jusqu'en 1928, appartiennent donc à la période du muet.
En 1912, elle joue dans le court métrage His Only Son (en), western de Jack Conway et Milton J. Fahrney, pour la première fois aux côtés de Wallace Reid. Ils se marient l'année suivante (1913) et leur union prend fin à la mort prématurée en 1923 de l'acteur (né en 1891). Ainsi, Dorothy Davenport — restée veuve jusqu'à son propre décès en 1977 — est également connue comme Dorothy Reid ou Mrs. Wallace Reid.
Elle tourne au total trente-neuf films avec son mari (qui en réalise trente-quatre, dont A Hopi Legend en 1913), les quatre derniers sortis en 1917. Et notons que sur ses vingt films sortis en 1916, treize sont réalisés par Lloyd B. Carleton (dont Her Soul's Song).
Durant sa carrière, Dorothy Davenport est également productrice (douze films, entre 1923 et 1938), réalisatrice (six films, disséminés de 1923 à 1934, le dernier étant The Woman Condemned, avec Jason Robards Sr., Mischa Auer et Louise Beavers) et scénariste (ou auteur de l'histoire originale ; vingt films, entre 1923 et 1955). Elle cumule plusieurs fonctions sur certains d'entre eux, tel Human Wreckage (en) (1923, avec James Kirkwood, Sr. et Bessie Love) ; ce film, où elle est principalement actrice et productrice, mais aussi (non créditée) réalisatrice et scénariste, décrit les méfaits de l'addiction à la drogue, dont venait d'être victime son époux. Et relevons sa contribution à huit films d'Arthur Lubin, dont Impact en 1949 (avec Brian Donlevy et Ella Raines).
Signalons encore une prestation à Broadway, dans une comédie musicale d'Irving Berlin représentée en 1915-1916 (avec Marion Davies), comme « chorus girl ».

## Filmographie partielle

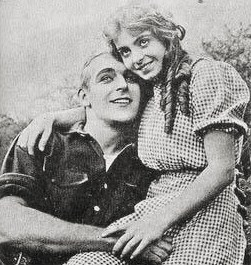
Avec Wallace Reid, sur le tournage de His Only Son (1912)

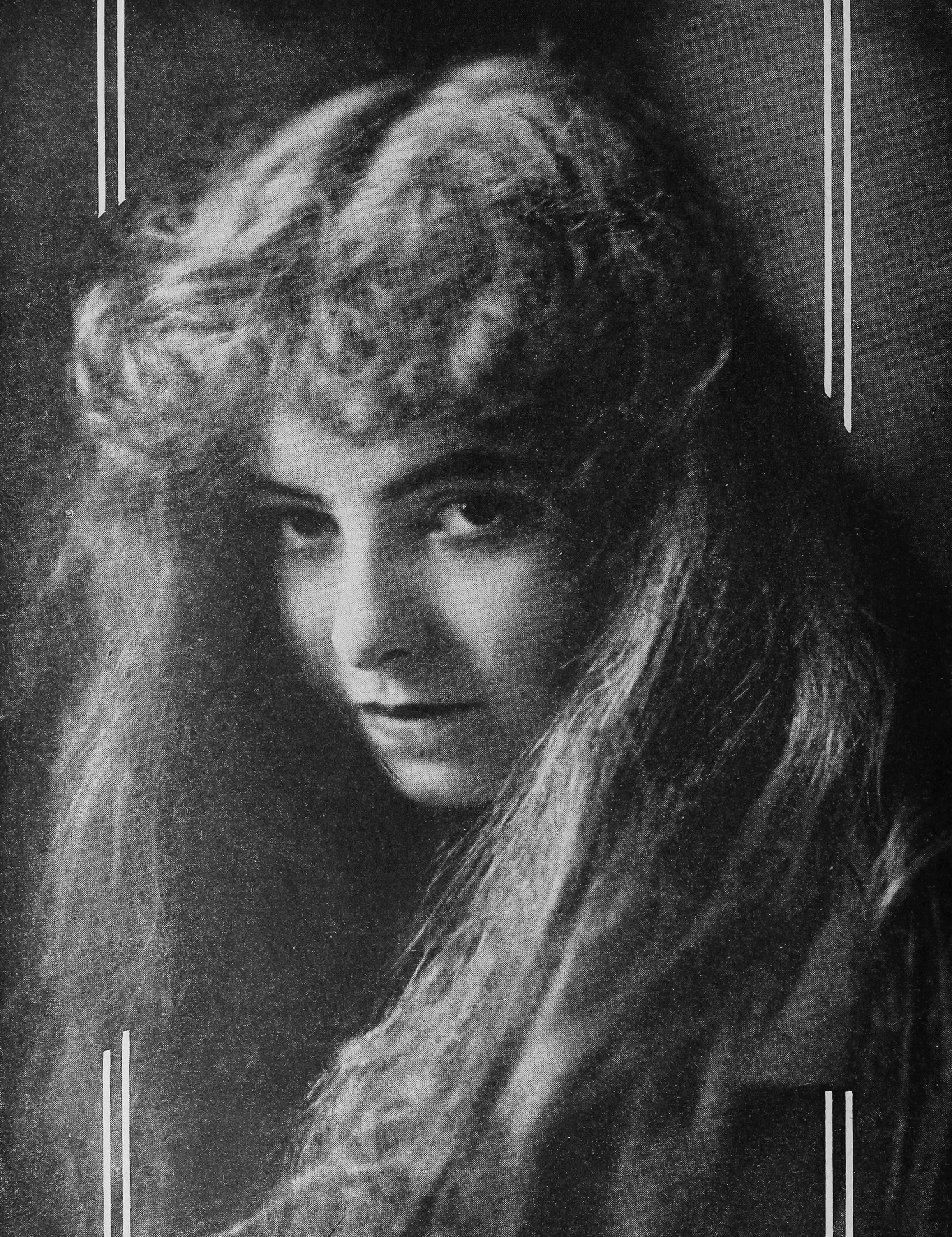
Dorothy Davenport dans le magazine Motion Picture en 1914.

(films américains, comme actrice, sauf mention contraire ou complémentaire)
- 1910 : A Mohawk's Way de D.W. Griffith (court métrage = CM)
- 1910 : The Troublesome Baby de Frank Powell (CM)
- 1910 : The Golden Supper de D.W. Griffith (CM)
- 1911 : The Best Man Wins de Tom Ricketts (CM)
- 1912 : Inbad, the Count d'Al Christie (CM)
- 1912 : The Lost Address d'Al Christie (CM)
- 1912 : Her Indian Hero d'Al Christie, Jack Conway et Milton J. Fahrney (CM)
- 1912 : A Brave Little Woman de Tom Ricketts (CM)
- 1912 : The Torn Letter de Tom Ricketts (CM)
- 1912 : A Pair of Baby Shoes de Tom Ricketts (CM)
- 1912 : In the Long Run de Jack Conway (CM)
- 1912 : Our Lady of the Pearls d'Henry MacRae (CM)
- 1912 : His Only Son (en) de Jack Conway et Milton J. Fahrney (CM)
- 1913 : Pierre of the North d'Henry MacRae (CM)
- 1913 : The Sea Dog de Thomas H. Ince (CM)
- 1913 : The Spark of Manhood de Wallace Reid (CM)
- 1913 : The Failure of Success de Burton L. King (CM)
- 1913 : A False Friend de Wilbert Melville (CM)
- 1913 : The Bondsman de Charles Giblyn (CM)
- 1913 : Romance of Erin de Reginald Barker (CM)
- 1913 : The Lightning Bolt de Wallace Reid
- 1913 : A Hopi Legend de Wallace Reid (CM)
- 1914 : The Wheel of Life de Wallace Reid
- 1913 : The Heart of Kathleen de Raymond B. West (CM)
- 1914 : The Voice of the Viola de Wallace Reid
- 1914 : Cupid Incognito de Wallace Reid
- 1914 : The Spider and Her Web de Phillips Smalley et Lois Weber (CM)
- 1914 : Women and Roses de Wallace Reid
- 1914 : Passing of the Beast de Wallace Reid
- 1914 : The Den of Thieves de Wallace Reid (CM)
- 1915 : Mr. Greix of Monte Carlo de Frank Reicher
- 1915 : The Unknown de George Melford
- 1916 : The Phantom Island de Francis Ford (CM)
- 1916 : The Turn of the Wheel de Rupert Julian (CM)
- 1916 : Her Soul's Song de Lloyd B. Carleton (CM)
- 1916 : The Mother Call de Lynn Reynolds (CM)
- 1916 : The Way of the World de Lloyd B. Carleton

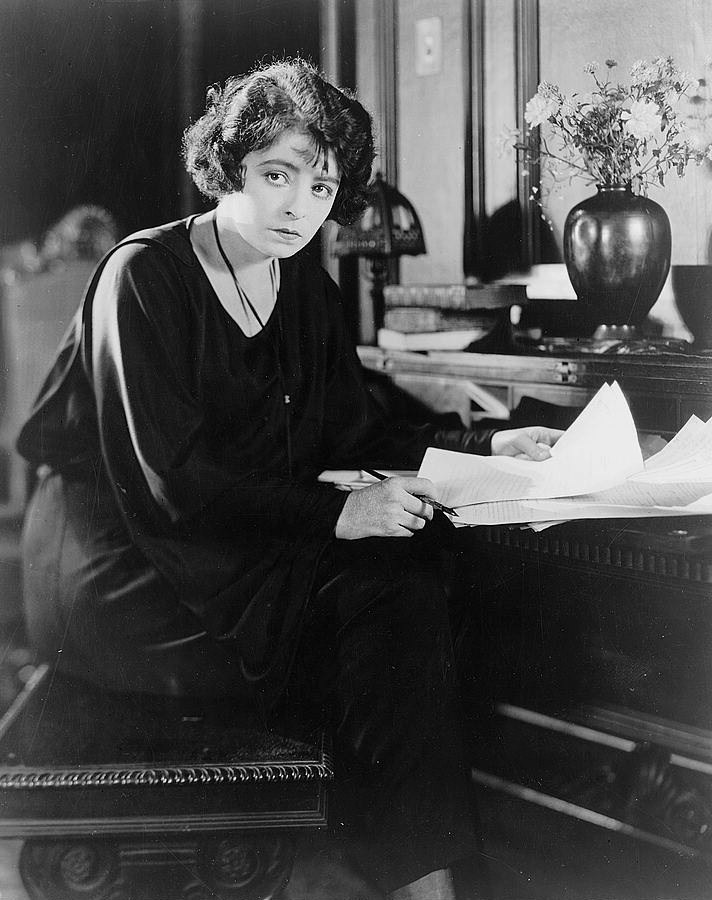
En 1923

- 1917 : The Girl and the Crisis de William V. Mong
- 1917 : The Brand of Death de Wallace Reid (CM)
- 1917 : The Squaw Man's Son d'Edward LeSaint
- 1920 : The Fighting Chance de Charles Maigne
- 1923 : Human Wreckage (en) (+ réalisatrice, conjointement avec John Griffith Wray, productrice et scénariste)
- 1924 : Broken Laws de Roy William Neill (+ productrice)
- 1925 : The Red Kimona (+ réalisatrice, conjointement avec Walter Lang, productrice et scénariste)
- 1926 : The Earth Woman de Walter Lang (comme productrice)
- 1927 : The Satin Woman de Walter Lang
- 1928 : Hellship Bronson de Joseph Henabery
- 1929 : Linda (comme réalisatrice et productrice exécutive)
- 1932 : The Racing Strain de Jerome Storm (histoire originale)
- 1933 : Sucker Money (comme réalisatrice, conjointement avec Melville Shyer)
- 1933 : L'Énigme de minuit (Man Hunt) d'Irving Cummings
- 1934 : The Road to Ruin (+ réalisatrice, conjointement avec Melville Shyer, et scénariste)
- 1934 : The Woman Condemned (comme réalisatrice)
- 1935 : Honeymoon Limited d'Arthur Lubin (comme productrice et scénariste)
- 1935 : Women Must Dressed de Reginald Barker (comme productrice et auteur de l'histoire originale)
- 1936 : La Maison aux mille bougies (The House of a Thousand Candles) d'Arthur Lubin (comme superviseuse de production)
- 1937 : A Bride for Henry de William Nigh (comme productrice)

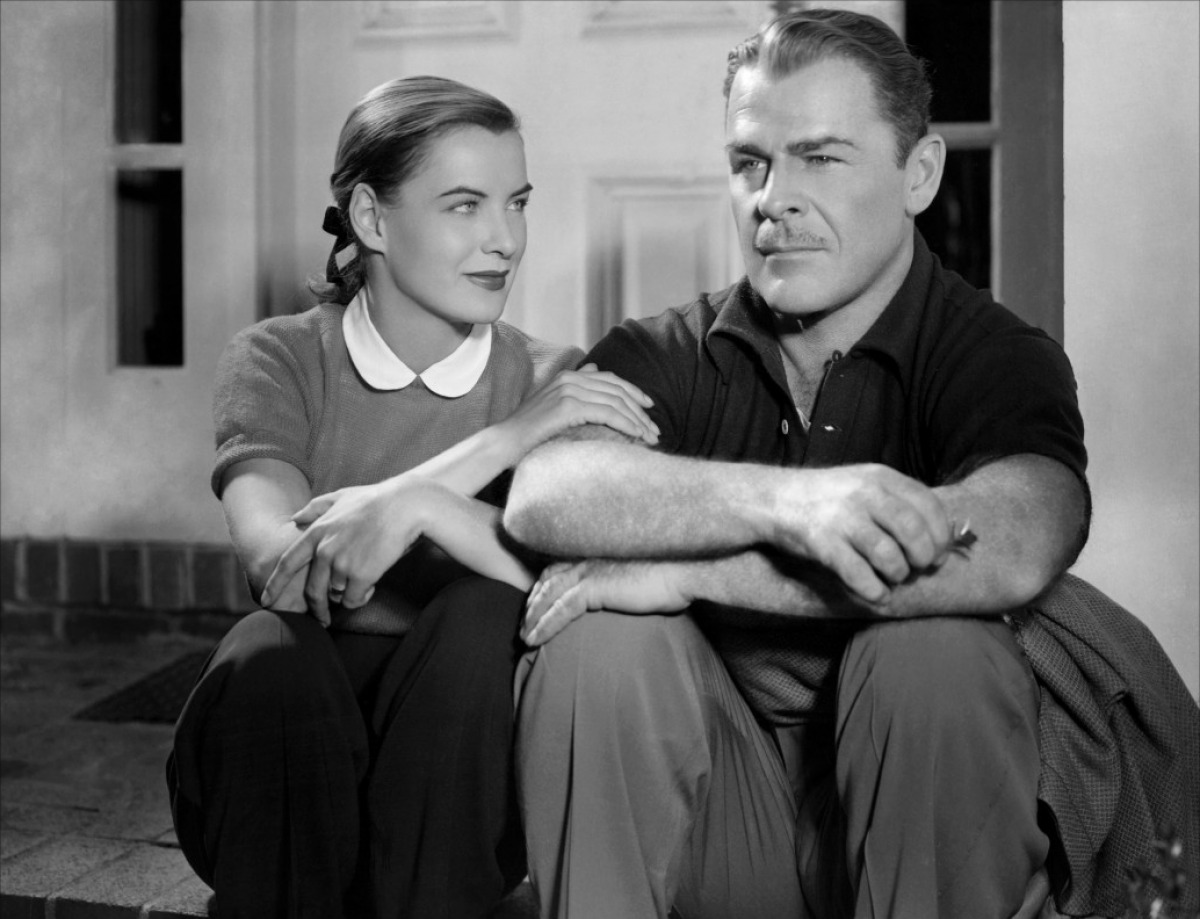
Ella Raines et Brian Donlevy, dans Impact (1949, scénariste)

- 1938 : Prison Break d'Arthur Lubin (comme scénariste)
- 1938 : Rose of the Rio Grande de William Nigh (comme productrice)
- 1940 : The Old Swimmin' Hole de Robert F. McGowan (comme scénariste)
- 1940 : On the Spot (en) d'Howard Bretherton (comme scénariste)
- 1940 : Drums of the Desert (en) de George Waggner (comme scénariste)
- 1941 : Redhead d'Edward L. Cahn (comme scénariste)
- 1947 : La Bande à Curley (Curley) (comme scénariste)
- 1949 : Impact d'Arthur Lubin (comme scénariste)
- 1951 : Rhubarb, le chat millionnaire (Rhubarb) d'Arthur Lubin (comme scénariste)
- 1954 : Francis Joins the WACS d'Arthur Lubin (dialogues additionnels)
- 1955 : Des pas dans le brouillard (Footsteps in the Fog) d'Arthur Lubin (film britannique, comme scénariste)
- 1956 : La VRP de choc (The First Traveling Saleslady) d'Arthur Lubin (comme superviseuse des dialogues)

## Théâtre (à Broadway)
- 1915-1916 : Stop ! Look ! Listen !, comédie musicale, musique et lyrics d'Irving Berlin, livret d'Harry B. Smith, avec Marion Davies, Joseph Santley